# ロゾーラ
ロゾーラ（伊: Rosora）は、イタリア共和国マルケ州アンコーナ県にある、人口約1,800人の基礎自治体（コムーネ）。

## 地理

### 位置・広がり
アンコーナ県のコムーネ。県都・州都アンコーナから西南西へ39kmの距離にある。

#### 隣接コムーネ
隣接するコムーネは以下の通り。
- アルチェーヴィア
- カステルプラーニオ
- クプラモンターナ
- マイオラーティ・スポンティーニ
- メルゴ
- モンテカロット
- ポッジョ・サン・マルチェッロ

### 気候分類・地震分類
ロゾーラにおけるイタリアの気候分類 (it) および度日は、zona E, 2123 GGである。
また、イタリアの地震リスク階級 (it) では、zona 2 (sismicità media) に分類される。

## 姉妹都市
- アントリフトタール、ドイツ - 2007